# رودي هوفمان
رودولف رُوْدِي هوفمان (بالألمانية: Rudi Hoffmann) ‏(مواليد 11 فبراير 1935، في أوسترينغن) هو لاعب كرة قدم ألماني سابق كان يلعب في مركز: المدافع. كما لعب مباراة واحدة للمنتخب الألماني لكرة القدم، في 28 مايو 1955 ضد جمهورية ايرلندا. وشارك في وقت لاحق في دورة الألعاب الاولمبية عام 1956. 

## مسيرته في الأندية
- س.في. اوسترنخن (1945-1952)
- فيكتوريا أشافنبورغ (1952-1957)
- شتوتغارت (1957-1960)
- ف.ك بيرمازنز (1960-1963)

## روابط خارجية
- رودي هوفمان على موقع الاتحاد الدولي (مؤرشف)  (الإنجليزية)
- رودي هوفمان على موقع قاعدة بيانات كرة القدم.إي يو (الإنجليزية)
- رودي هوفمان على موقع بيانات كرة القدم. دي إي (الألمانية)
- رودي هوفمان على موقع ناشيونال فوتبول تيمز (الإنجليزية)
- رودي هوفمان على موقع عالم كرة القدم.نت (الإنجليزية)
- رودي هوفمان على موقع أوليمبيديا (الإنجليزية)